# Aislin McGuckin
Aislin McGuckin (* 1974 in Enniskillen, County Fermanagh, Nordirland) ist eine britische Schauspielerin.

## Leben und Karriere
Aislin McGuckin ist in Nordirland geboren und aufgewachsen. Ihre schauspielerische Ausbildung erhielt sie am im Südosten Londons gelegenen Rose Bruford College of Theatre & Performance. In Großbritannien ist sie bekannt für ihre Rolle der Dr. Liz Merrick in der Fernsehserie Heartbeat. Sie trat in einer Vielzahl verschiedener TV-Produktionen und auch in Kinofilmen auf. In Deutschland ist sie durch ihre Rolle der Aislin Brady in Der amerikanische Neffe an der Seite von Pierce Brosnan bekannt geworden. Sie tritt auch als Theaterschauspielerin in Erscheinung. Als sie die Rolle der Lady Anne in dem Shakespearestück Richard III. spielte, machte sie die Bekanntschaft mit dessen Regisseur Aidan McArdle. Im Juni 2004 heirateten die beiden. 2019 wurde die Ehe geschieden.

## Filmografie
- 1995: Casualty (Fernsehserie, 1 Folge)
- 1996: Trojan Eddie
- 1998: Der amerikanische Neffe (The Nephew)
- 1998: The Unknown Soldier (TV)
- 1998: The Creatives (Fernsehserie, Episodenrolle)
- 1999: David Copperfield (TV)
- 2003–04: Heartbeat (Fernsehserie, 46 Folgen)
- 2005: The White Countess
- 2008–09: Holby City (Fernsehserie)
- 2012: New Tricks – Die Krimispezialisten (New Tricks; Fernsehserie, 1 Folge)
- seit 2014: Outlander
- 2019: The Other Lamb
- 2020: Normal People